# Jintang
Jintang léase Chin-Tang (en chino simplificado, 金堂县; pinyin, Jīntáng xiàn) es un condado bajo la administración directa de la Subprovincia de Chengdu, capital provincial de Sichuan. El condado yace en la parte occidental de la Llanura de Chengdu en una altitud promedio de 530 m s. n. m. Su área total es de 1156 km² y su población para 2014 fue más de 700 mil habitantes.

## Administración
El condado de Jintang se divide en 21 pueblos que se administran en 1 Subdistrito, 18 poblados y 2 villas.